# Polylepis neglecta
Polylepis neglecta är en rosväxtart som beskrevs av M. Kessler. Polylepis neglecta ingår i släktet Polylepis och familjen rosväxter. Inga underarter finns listade i Catalogue of Life.